# Steelbath Suicide
Steelbath Suicide е дебютният дългосвирещ студиен албум на шведската мелодик дет метъл група Soilwork. Стилът е близък до чистия шведски дет, с някои индъстриъл елементи (изразяващи се в срещащите се на места клавири и вокодер). Чисти вокали не са използвани. Парчето Demon in Veins е ревизирана версия на Wake Up Call от демото им, с променен припев.
Албумът е издаден през 1998, с две бонус песни към японското издание – Disintegrated Skies и Burn (кавър на Deep Purple), а през 2000 е преиздаден от Century Media, като включва и концертен запис на Sadistic Lullabye.

### Бонус песни за Япония
1. Disintegrated Skies
2. Burn (кавър на Deep Purple) – 5:42

### Бонус песни за преизданието
1. Sadistic Lullabye (live) – 3:17